# Marc Saint-Upéry
Marc Saint-Upéry est un journaliste, traducteur et écrivain français.

## Biographie
Ancien éditeur et traducteur aux éditions La Découverte, il a traduit en français les ouvrages d'auteurs tel que Mike Davis, Amartya Sen, Robert Fisk mais aussi Michael Moore ou les Yes Men. Il réside depuis 1997 en Équateur. Il est marié à Monica Almeida, rédactrice en chef d’El Universo, quotidien équatorien conservateur opposé au gouvernement de Rafael Correa.
Ses multiples voyages à travers l'Amérique du Sud l'ont conduit à rédiger son premier ouvrage, Le rêve de Bolivar. Le défi des gauches sud-américaines. Ouvertement engagé politiquement à gauche, il tente de brosser un portrait objectif de ce nouveau mouvement politique de fond que connaît le continent sud-américain.